# St. Peter und Paul (Obermarchtal)

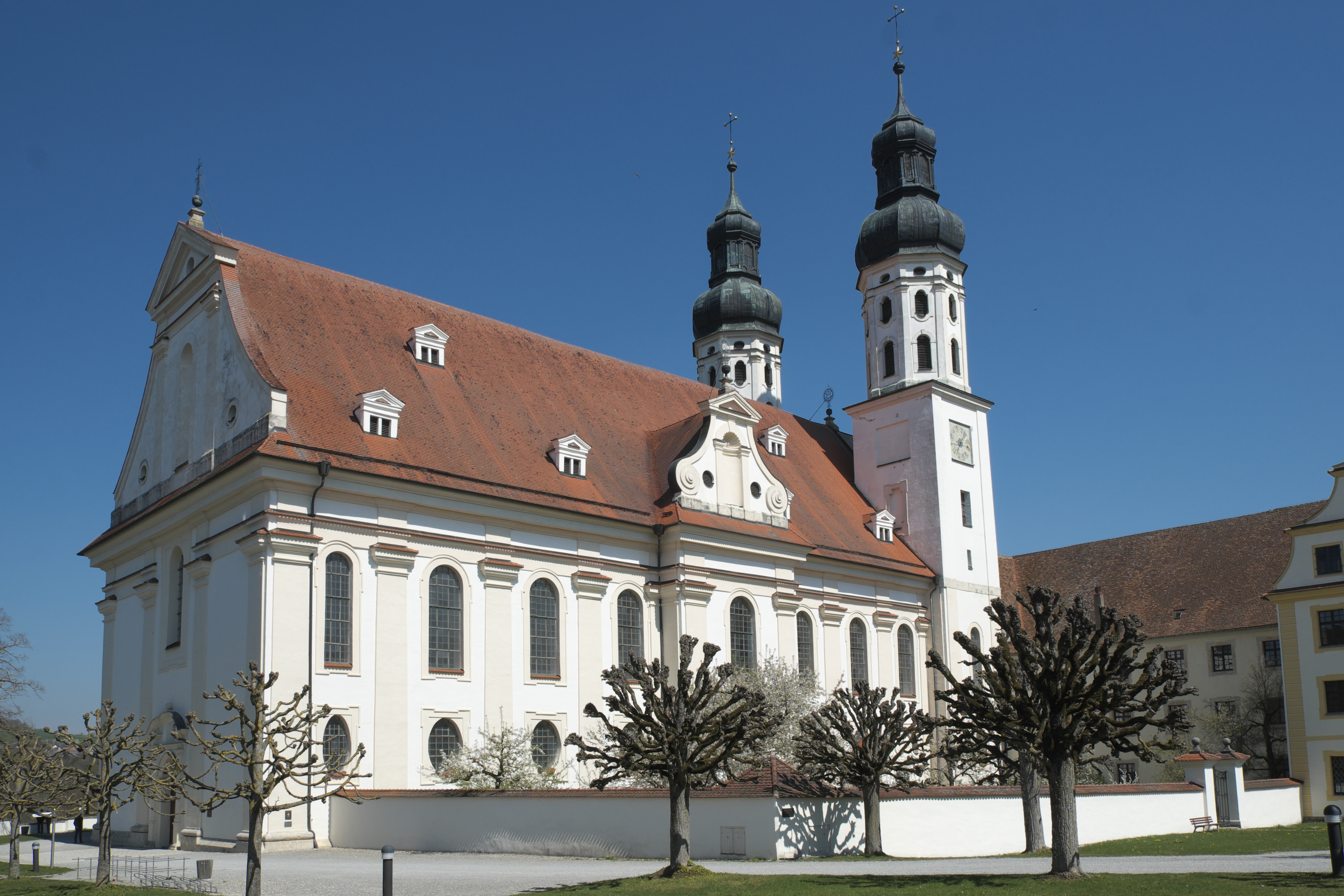
Münster St. Peter und Paul

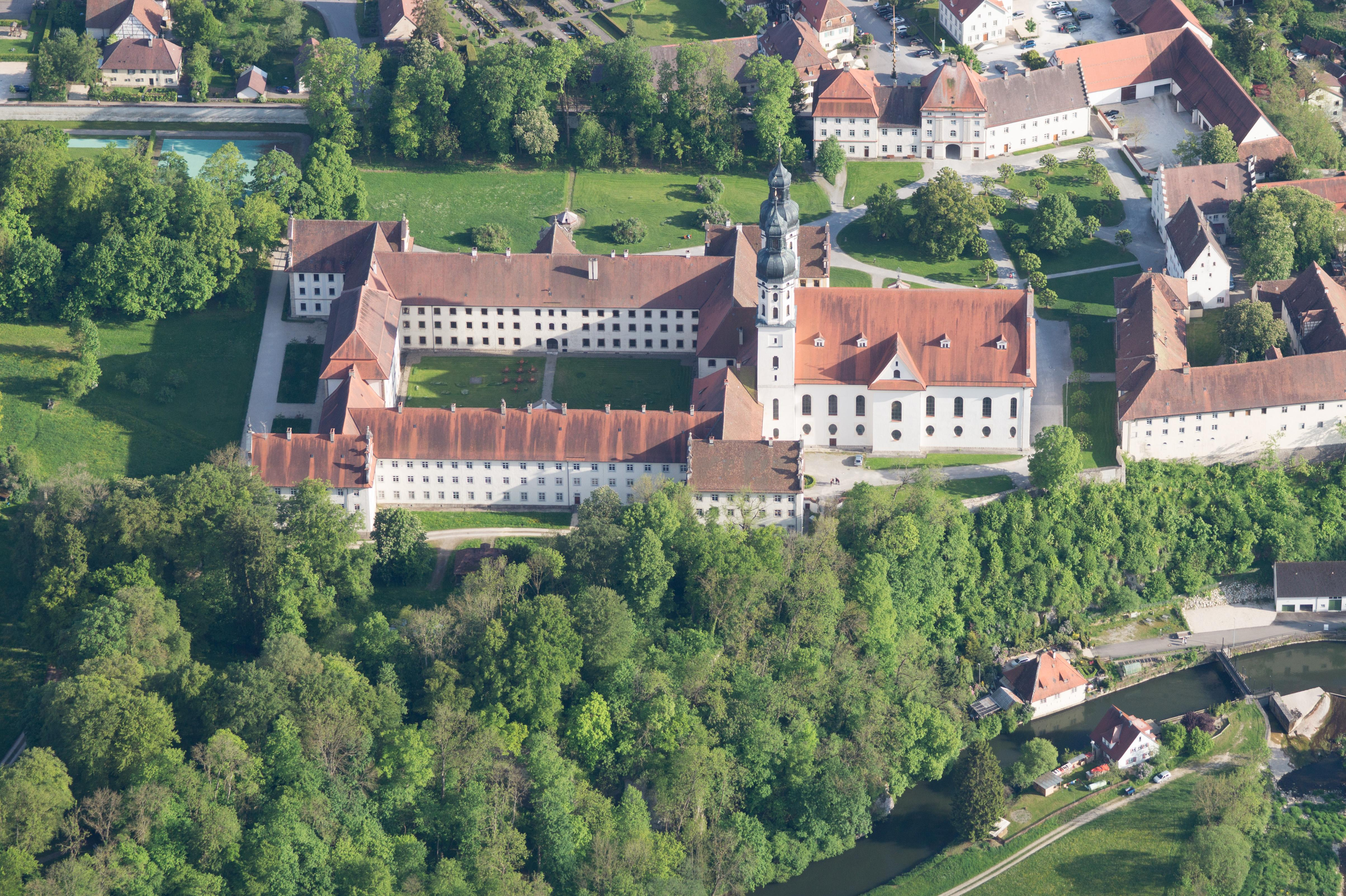
Luftbild vom Münster

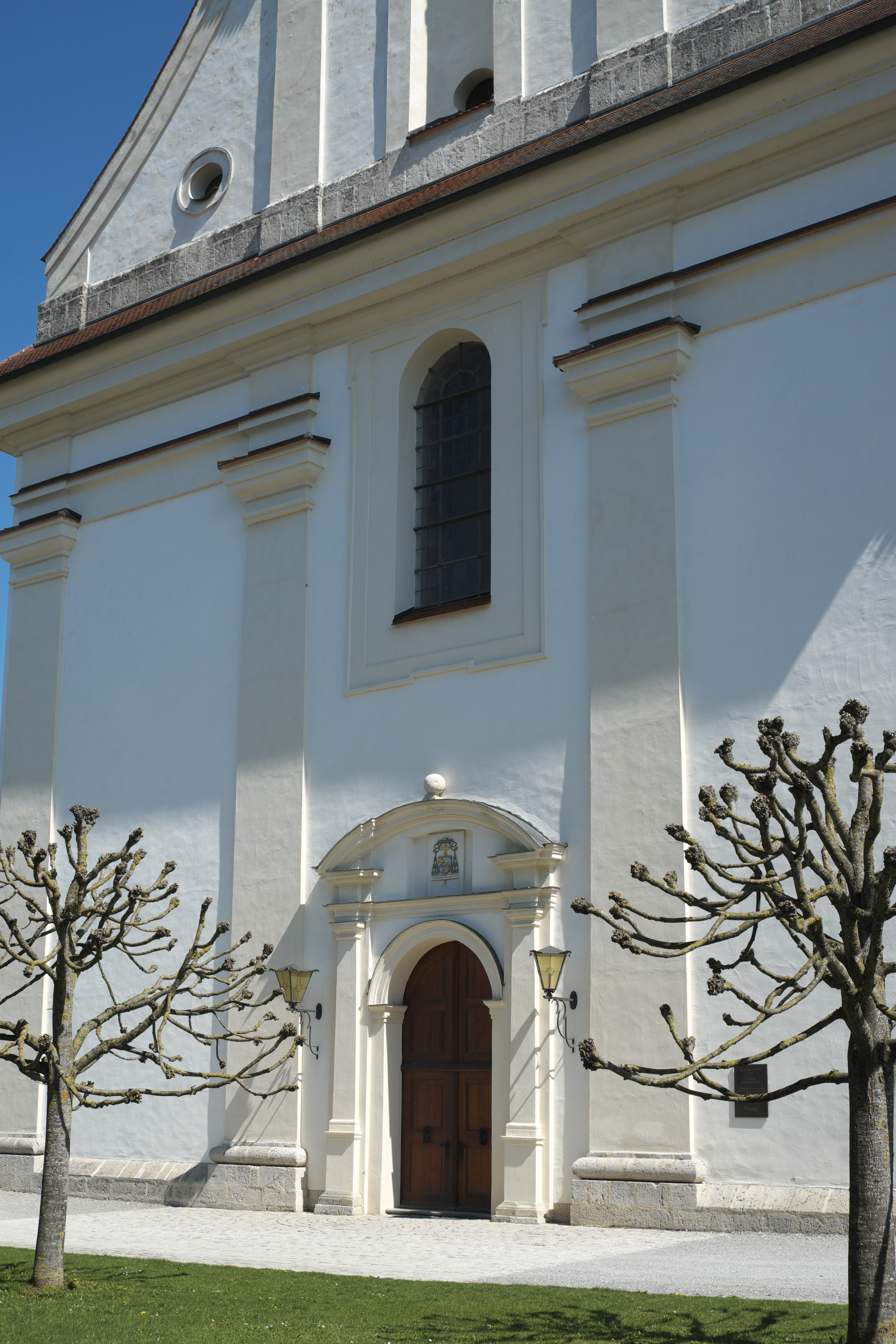
Portal an der Westfassade

Die katholische Pfarrkirche und ehemalige Prämonstratenser-Stiftskirche St. Peter und Paul in Obermarchtal, einer Gemeinde im Alb-Donau-Kreis in Baden-Württemberg, wurde in der ersten Hälfte des 13. Jahrhunderts errichtet und gegen Ende des 17. Jahrhunderts im Stil des Barock umgebaut. Die hoch über der Donau gelegene, weithin sichtbare Kirche gilt als eines der schönsten Beispiele frühbarocker Architektur in Süddeutschland. Im Jahr 2001 erhob der Bischof der Diözese Rottenburg-Stuttgart, Gebhard Fürst, die ehemalige Stiftskirche zum Münster.

## Geschichte
Die Kirche St. Peter und Paul steht an der Stelle des bereits im 8. Jahrhundert gegründeten, dem Apostel Petrus geweihten Klosters Obermarchtal. Ende des 10. Jahrhunderts erfolgte durch den Herzog Hermann II. von Schwaben und seine Gemahlin Gerberga von Burgund die Neugründung eines Kanonikerstiftes, das den Aposteln Petrus und Paulus geweiht war. Im Jahr 995 wurde durch den Bischof Gebhard von Konstanz eine neue Klosterkirche geweiht. Im Jahr 1171 übergaben der Pfalzgraf Hugo II. von Tübingen und seine Gemahlin Elisabeth von Bregenz das Kanonikerstift den Prämonstratenserchorherren von Rot an der Rot, die in Obermarchtal ein Doppelstift einrichteten. Das Frauenstift starb allerdings nach einem Aufnahmeverbot für Chorfrauen im Jahr 1273 in den folgenden Jahren wieder aus. Unter dem Propst Walther II. von Schmalstetten wurde die alte Stiftskirche zu einer dreischiffigen Basilika umgebaut, deren Weihe im Jahr 1239 durch den Konstanzer Bischof Heinrich von Tanne erfolgte.
Dieser Bau, der Waltherische Bau genannt, diente bis zum Jahr 1686 den Chorherren als Kirche. In diesem Jahr wurde unter dem Abt Nikolaus Wierith der Grundstein für die heutige Kirche gelegt, die 1701 durch den Konstanzer Weihbischof Konrad Ferdinand Geist von Wildegg geweiht wurde. Als Baumeister war zunächst der Graubündner Tommaso Comacio verpflichtet worden. Ihm folgten die aus Au in Vorarlberg stammenden Architekten Michael Thumb und nach dessen Tod sein Bruder Christian und Franz Beer nach, die sich mit anderen Bauhandwerkern in der Auer Zunft zusammengeschlossen hatten und die die Barockbauten im süddeutschen Raum prägten.

## Architektur

### Außenbau
Die beiden 68 Meter hohen Türme an der Ostseite besitzen einen quadratischen Unterbau und einen oktogonalen, von zahlreichen, unterschiedlich gestalteten Öffnungen durchbrochenen Aufbau. Sie werden von Zwiebelhauben gedeckt, auf denen kuppelartige Laternen aufgesetzt sind.
Die Südseite wird durch flache Pilaster gegliedert, zwischen denen oben Rundbogenfenster und unten in Rechteckfelder eingeschnittene, hochovale Fenster angeordnet sind. Die Fassade des kaum vorstehenden südlichen Querhauses wird von Eckpilastern begrenzt. Sie ist mit einem Volutengiebel mit leerer Nische und dreieckigem Abschluss versehen.
Die Westfassade wird durch vier Pilaster gegliedert. In der Mitte ist ein von Pilastern gerahmtes und von einem Segmentgiebel bekröntes Rundbogenportal eingeschnitten. Im Tympanon sieht man das Wappen des Bischofs und Kurienkardinals Walter Kasper. Über dem Portal öffnet sich ein Rundbogenfenster. Das Giebelfeld, das durch ein ausgeprägtes Gesims abgegrenzt wird, weist in der Mitte eine leere Nische und seitlich zwei Rundfenster auf, den oberen Abschluss bildet ein Dreiecksgiebel.

### Innenraum

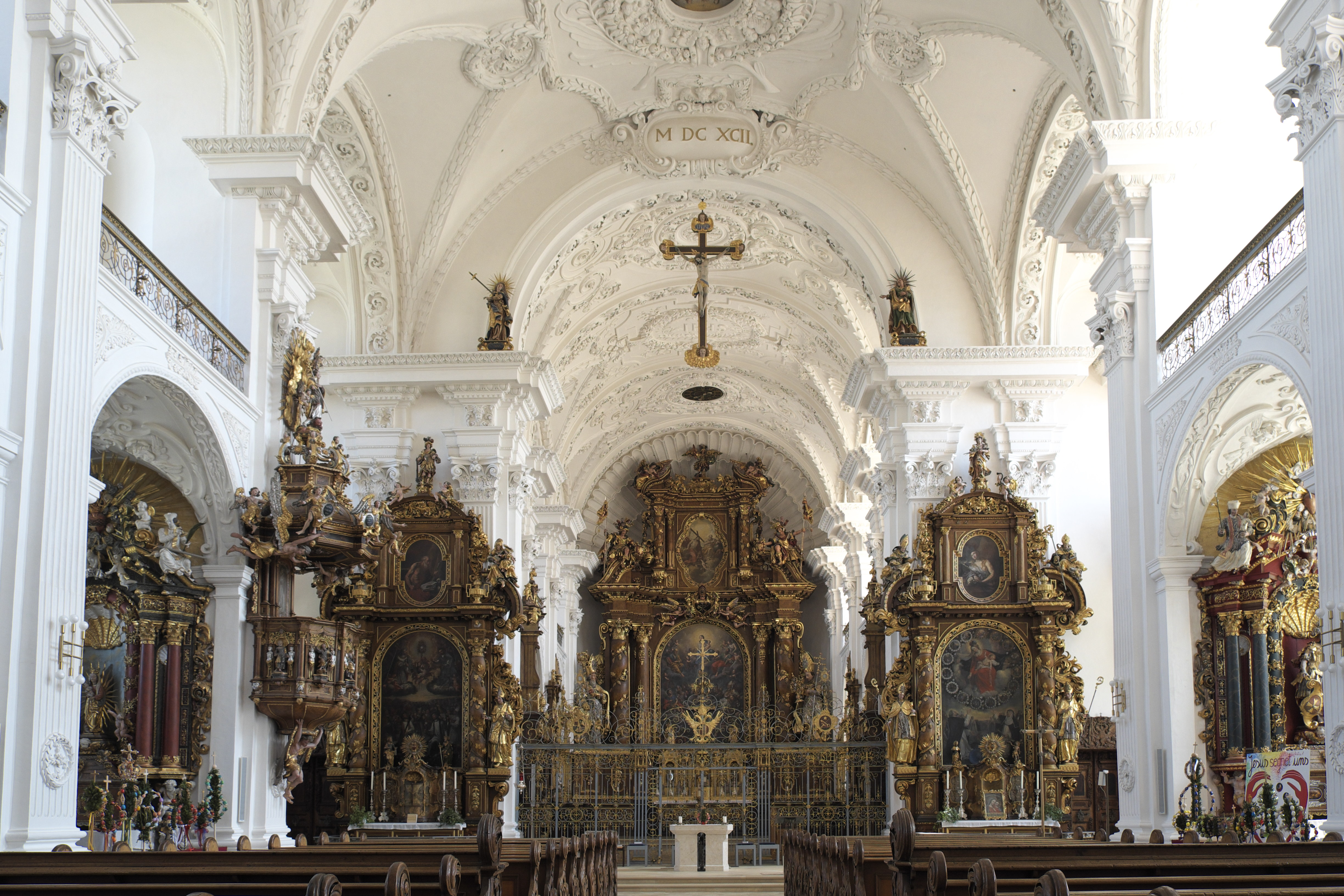
Blick zum Chor

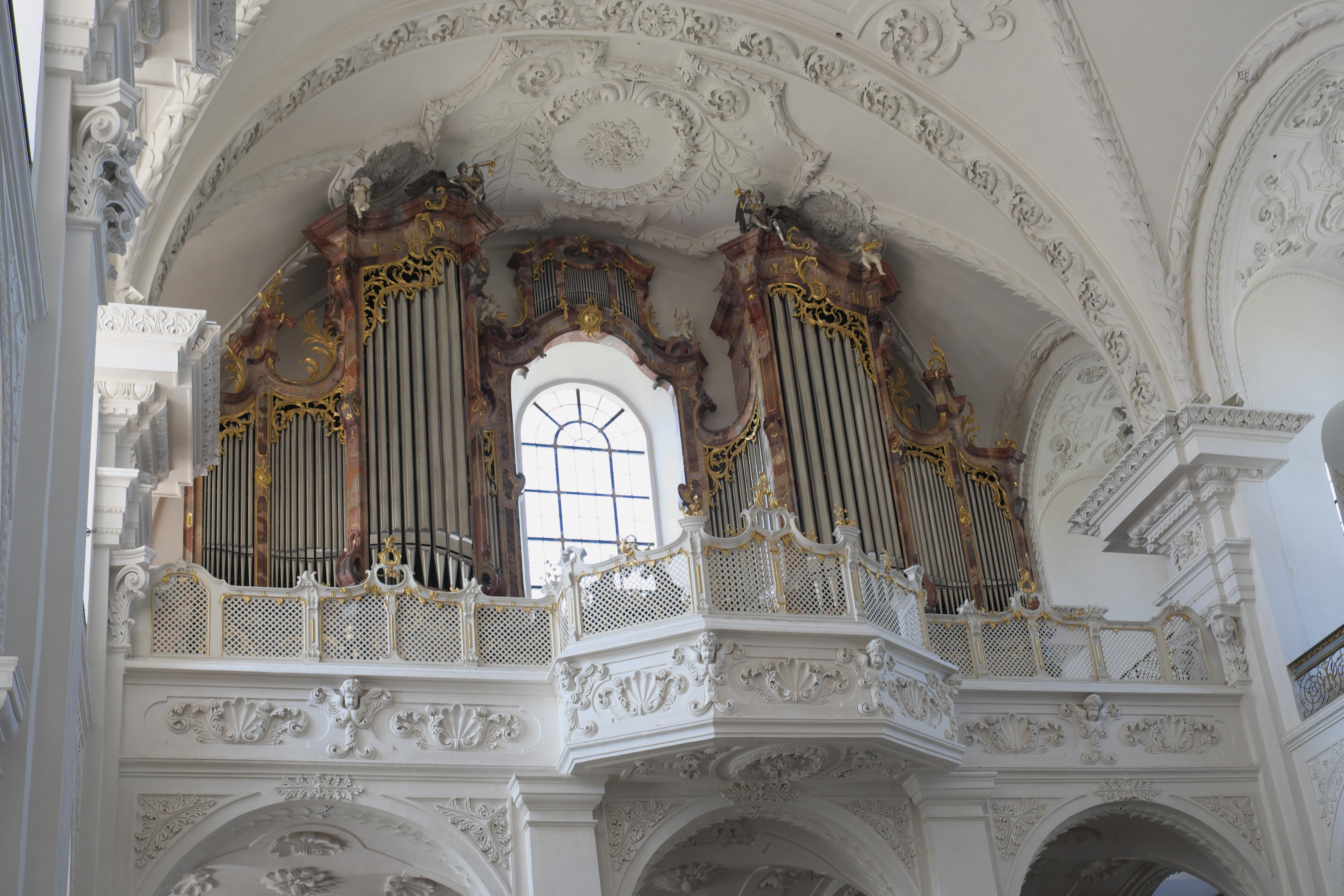
Orgelempore

Bei der ehemaligen Abteikirche Obermarchtal handelt sich um eine Emporen-Wandpfeilerkirche mit schwach vortretendem Querhaus und leicht eingezogenem Chor. Im Grundriss entsprechen die drei Langhausjoche den drei Chorjochen, wobei zwischen Langhaus und Chor ein querhausartig vergrößertes Joch geschaltet ist. Der Chor schließt mit einer halbrunden, muschelartig ausgebildeten Apsis. Gemeinderaum (ohne westlichen Vorraum und ohne „Querhaus“) und Chor weisen eine gleich große, quadratische Grundfläche auf.
Sowohl Langhaus als auch Chor werden von gurtgegliederten Stichkappentonnen gedeckt, die Querarme von Kreuzrippengewölben, die Abseiten von Quertonnen. Das Tonnengewölbe im Gemeinderaum weist halbkreisförmigen Querschnitt auf, das im Chor ist etwas flacher. Den westlichen Abschluss des Langhauses bildet eine Vorhalle, über der die Orgelempore eingebaut ist. Zwischen den Wandpfeilern sind Emporen eingezogen, die die Abseiten in Kapelle und Emporengeschoss teilen. An den Wandpfeilerstirnen stehen kannelierte Pilaster vor Rücklagen. Die Pilaster tragen ein weit ausladendes Gebälk. Kapellen und Emporen besitzen in etwa gleiche Höhe. Die Kapellen werden durch Ovalfenster, die Emporen durch Rundbogenfenster beleuchtet. Die Oberkante des Emporengeländers liegt ungefähr auf Höhe der Unterkante des Pilasterkapitells. In den Querarmen wird die Empore zu einem schmalen Verbindungssteg. Eine als Triumphbogen ausgebildete Arkade führt zum Chor. Hier werden die Wandpfeiler in der Emporenzone zu Freipfeilern. Da die Emporen über Durchgänge miteinander verbunden sind, führt die Empore um den gesamten Innenraum.
Zusammen mit der Schönenbergkirche bei Ellwangen zählt die ehemalige Prämonstratenserkirche St. Peter und Paul zu den Prägebauten des „Vorarlberger Münsterschemas“.

### Maße
- Länge: 55,68 m
- Breite: 21,84 m
- Breite im Bereich der Querarme: 25,72
- Höhe im Langhaus: 18,40 m
- Höhe im Chor: 17,40 m

## Stuckdekor

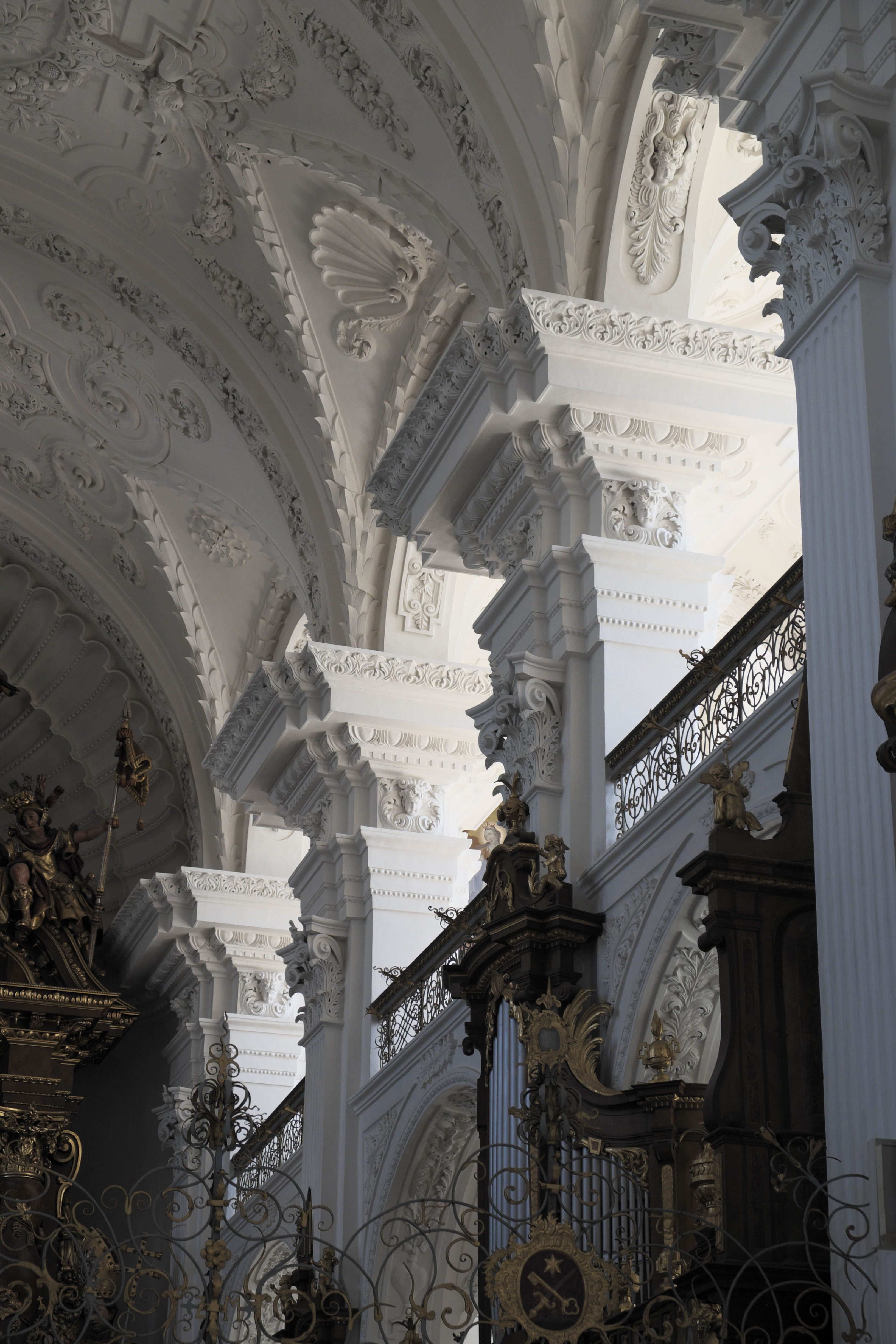
Pfeiler im Chor

Die Stuckarbeiten wurden von Michael Schnell, Christoph Zöpf und vor allem von Johann Schmuzer, einem der Begründer der Wessobrunner Schule, ausgeführt. Die mächtigen Wandpfeiler sind mit aufwändig skulptierten Kapitellen verziert. Über dem Chorbogen ist eine Kartusche mit der Jahreszahl MDCXCII (1692), dem Jahr der Vollendung der Arbeiten, angebracht. Die Gewölbe, die Stichkappen, die Rippen und Gurtbögen sind mit einem reichen Stuckdekor aus Akanthusranken, Puttenköpfen, Frucht- und Lorbeerkränzen überzogen. Im Chor wird die Pracht des Stucks im Vergleich zum Langhaus noch einmal gesteigert. An der Decke im Chor wird das Christusmonogramm IHS von einem Fruchtkranz gerahmt

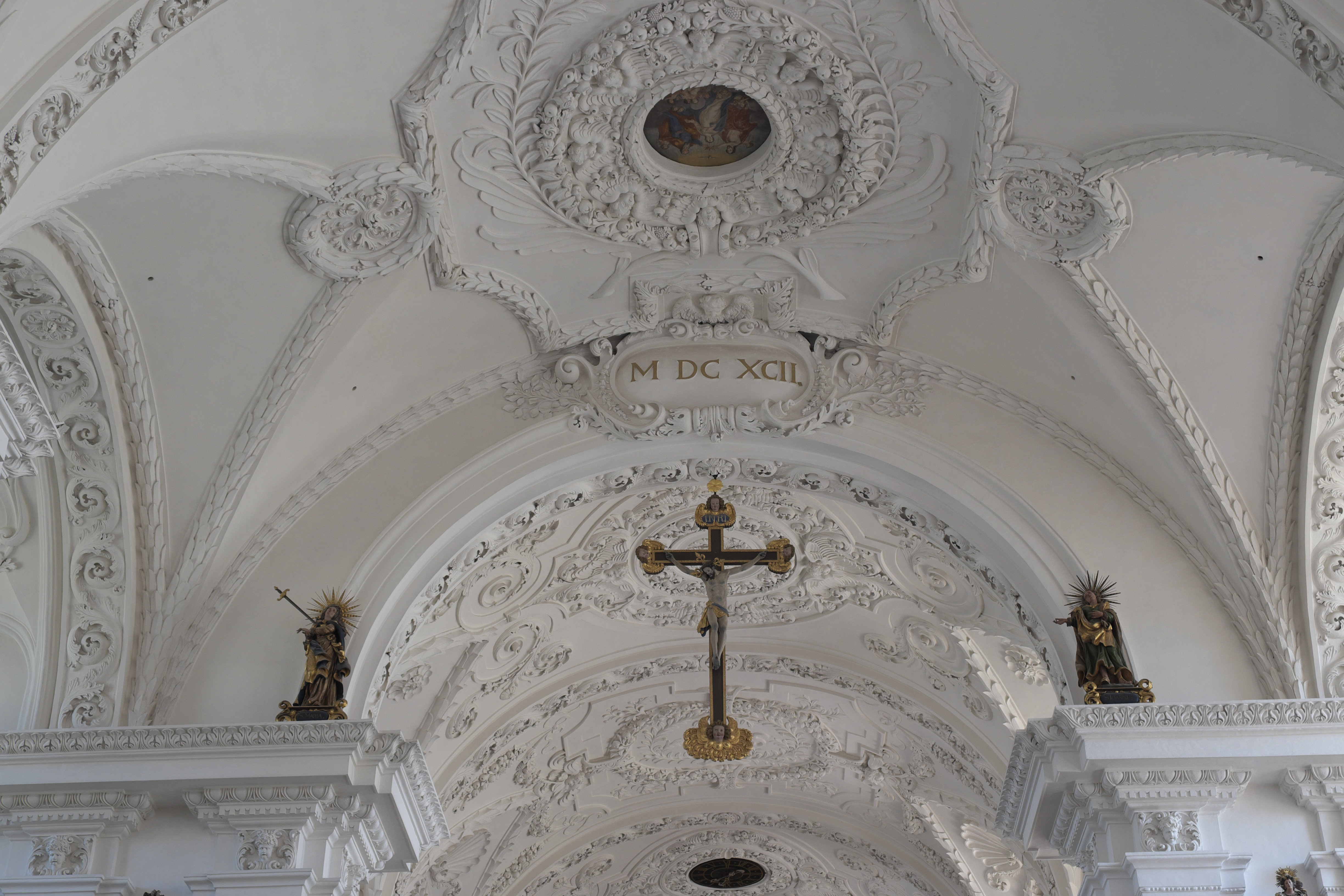
Deckenstuck der Vierung, Kruzifix unter dem Chorbogen, seitlich Maria und Johannes
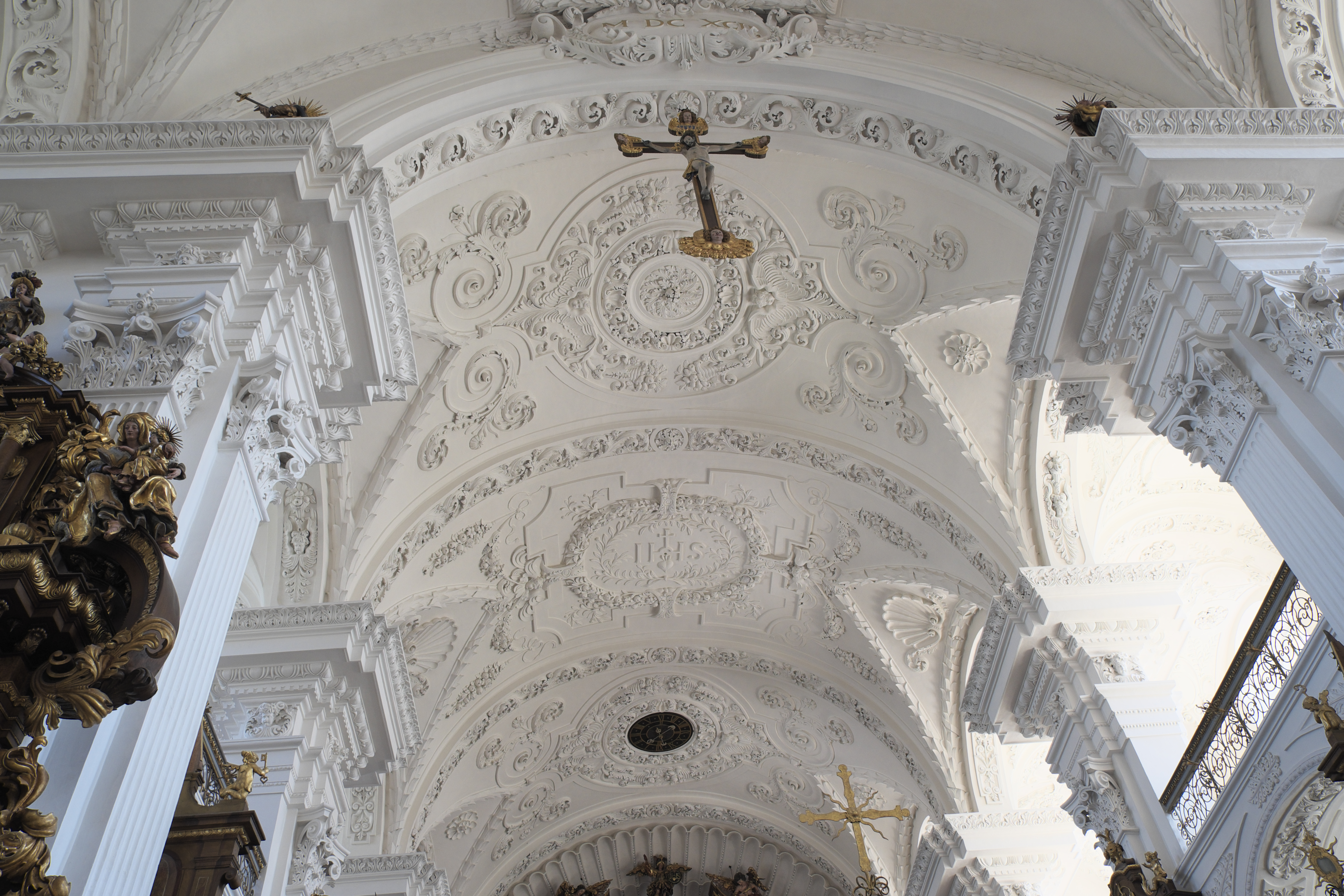
Deckenstuck im Chor
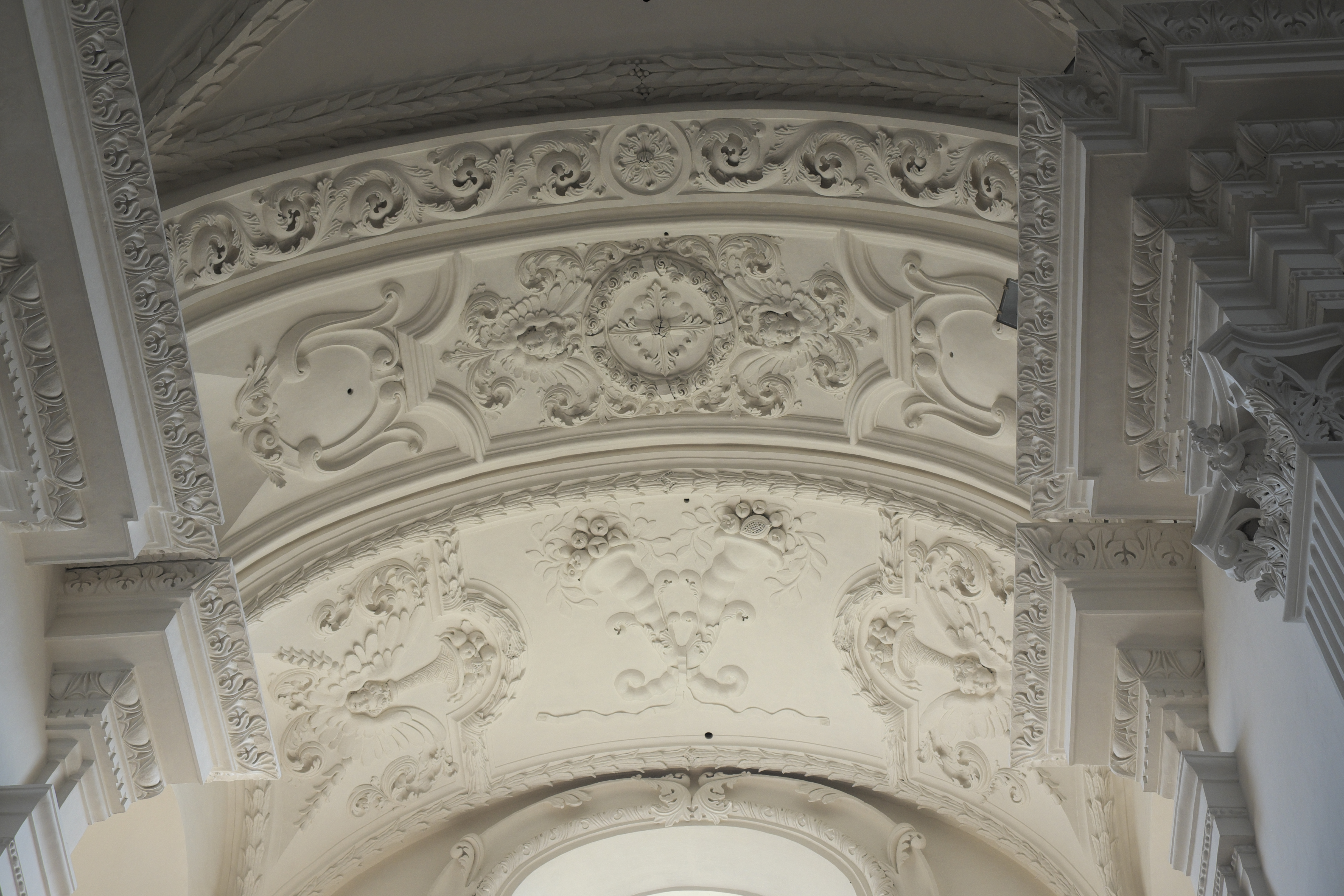
Deckenstuck

## Ausstattung

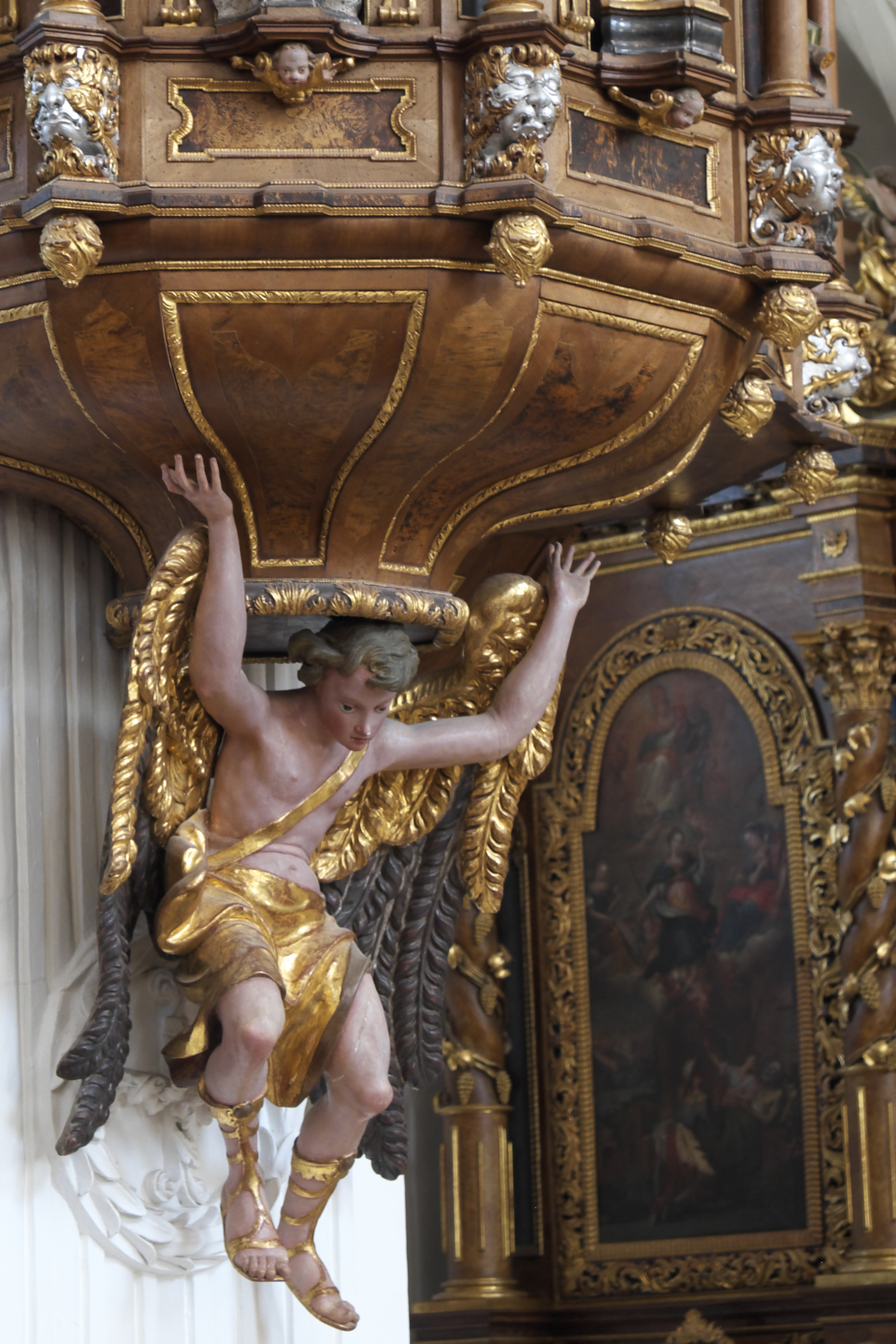
Engel unter dem Kanzelkorb

- Der viersäulige Hochaltar, der von Paul Speisegger und Hans Heinrich Schlegel um 1696 geschaffen wurde, nimmt die gesamte Apsis ein. Das Altarblatt wurde 1695 von dem aus Memmingen stammenden Maler Johannes Heiß ausgeführt und ist dem heiligen Josef und den Kirchenpatronen Petrus und Paulus gewidmet. Über dem Gemälde sieht man auf einem herzförmigen Schild das Stiftswappen, das von zwei Engeln gehalten wird. Seitlich des Altars stehen die überlebensgroßen Figuren des heiligen Norbert von Xanten, des Gründers des Prämonstratenserordens, und des Kirchenvaters Augustinus, der ein flammendes Herz in Händen hält. Der Altarauszug wird von der Figur des Erzengels Michael bekrönt, das Bild mit der Darstellung der Dreifaltigkeit wurde 1696 von Johann Georg Knappich aus Augsburg gemalt.
- Die vier Querhausaltäre, der Sakramentsaltar, der Alexandra-Altar mit den Reliquien der Märtyrerin, der Rosenkranzaltar und der Theodora-Altar, ebenfalls mit den Reliquien der Heiligen, haben einen ähnlichen Aufbau wie der Hochaltar und stammen aus der gleichen Zeit.
- In den Seitenkapellen sind weitere sieben Altäre eingebaut, die bis auf den Johannes dem Täufer geweihten Altar im 18. Jahrhundert geschaffen wurden.
  - Der Johannes dem Täufer geweihte Altar in der westlichen Kapelle des nördlichen Langhauses stammt von 1694 und ist der älteste.
  - Am Tiberius-Altar wird das Haupt des Heiligen ausgestellt, das der Konstanzer Weihbischof Johann Anton Tritt von Wilderen im Jahr 1626 dem Abt Johannes Engler schenkte und das zum Ziel der Tiberius-Wallfahrt wurde.[5]
  - Der Ursacius-Altar mit dem Reliquienschrein des Heiligen enthält in seiner Mitte eine Madonna mit Kind im Strahlenkranz aus der Zeit um 1480.
  - Die Altäre der Seitenkapellen im südlichen Langhaus sind der heiligen Agatha, dem heiligen Antonius von Padua, dem heiligen Norbert und dem heiligen Pius geweiht.
- Das holzgeschnitzte Chorgestühl trägt die Signatur des aus Schaffhausen stammenden Klosterbruders Paul Speisegger und ist mit der Jahreszahl 1690 bezeichnet. Es besteht aus zwei Reihen von je zwölf Sitzen auf beiden Seiten und ist mit Engelsköpfen und Blattkonsolen skulptiert. Die mit Intarsien verzierten Rückwände weisen von Muscheln bekrönte Nischen auf und werden von den Büsten der ersten vier seliggesprochenen Pröpste bekrönt. Auf das Chorgestühl wurde 1777/79 von Johann Nepomuk Holzhey das Pfeifenwerk der Chororgel aufgesetzt.
- Das schmiedeeiserne Gitter zwischen Chor und Querhaus ist eine Arbeit aus dem späten 17. Jahrhundert. Am Gitter sind drei Wappen angebracht, das Wappen des Abtes Nikolaus Wierith, der das Gitter anfertigen ließ, das Wappen des Stiftes und das Wappen des Abtes Paulus Schmid, der das Gitter 1777 restaurieren ließ.
- Ein weiteres Eisengitter, das die Vorhalle vom Langhaus trennt, wurde 1890 angefertigt.
- Das Kruzifix, das unter dem Chorbogen hängt, und die seitlich auf Gesimsen stehenden Figuren Marias und des Apostels Johannes stammen vermutlich noch aus der Vorgängerkirche.
- Die Kanzel wurde zwischen 1711 und 1719 angefertigt. Am Kanzelkorb sind die vier Evangelisten und die Apostel Petrus und Paulus dargestellt. Der Schalldeckel wird von der Figur des heiligen Norbert bekrönt, unter dessen Füßen sein Widersacher Tanchelm liegt. Am Rand des Schalldeckels sitzen Engel, die Tafeln mit lateinischen Sinnsprüchen in Händen halten. Unter dem Kanzelkorb schwebt ein Engel, der die Kanzel zu tragen scheint.
- In einer im Stil des Rokoko gestalteten Nische wird eine Pietà aus der Zeit um 1520 aufbewahrt.

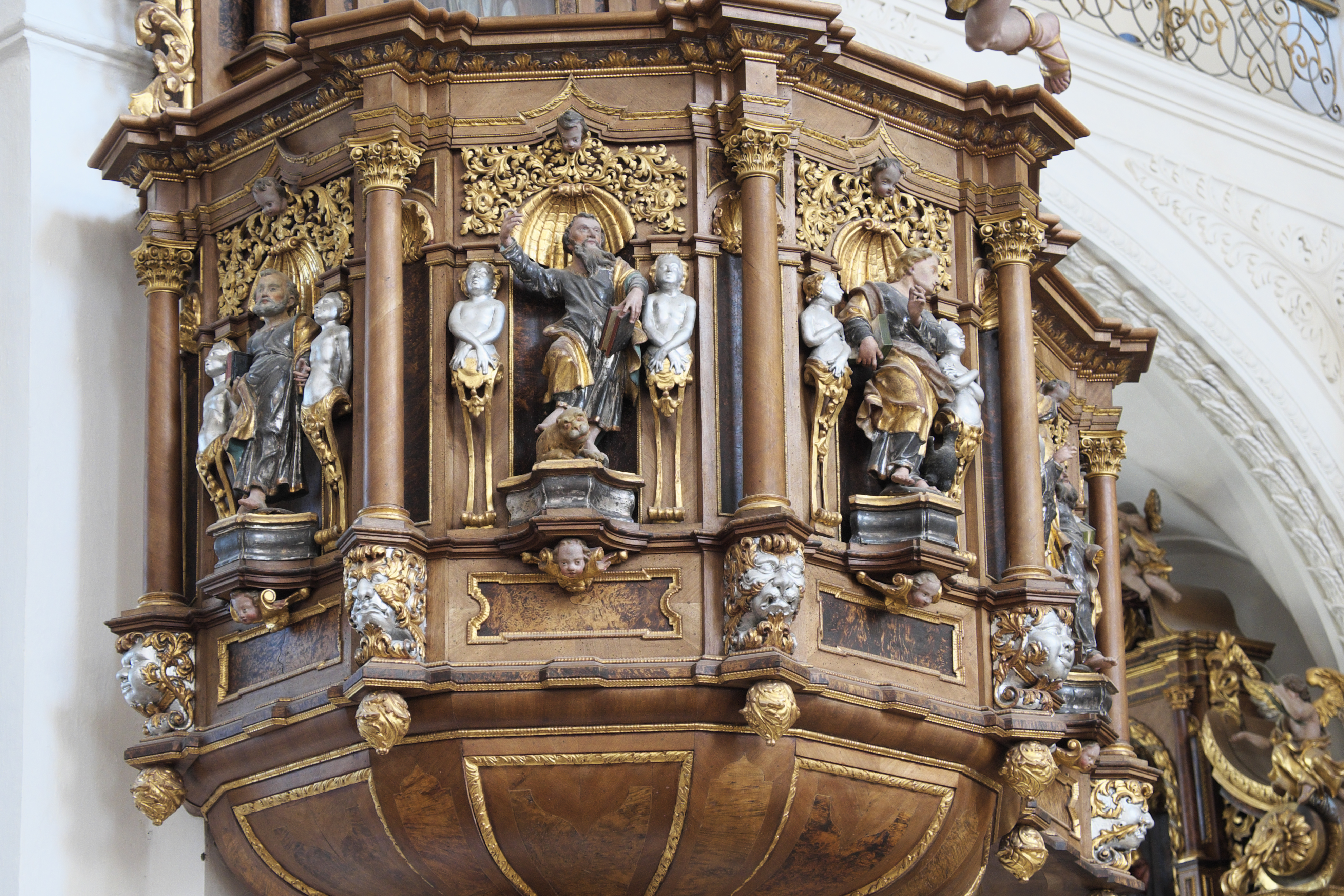
Kanzelkorb
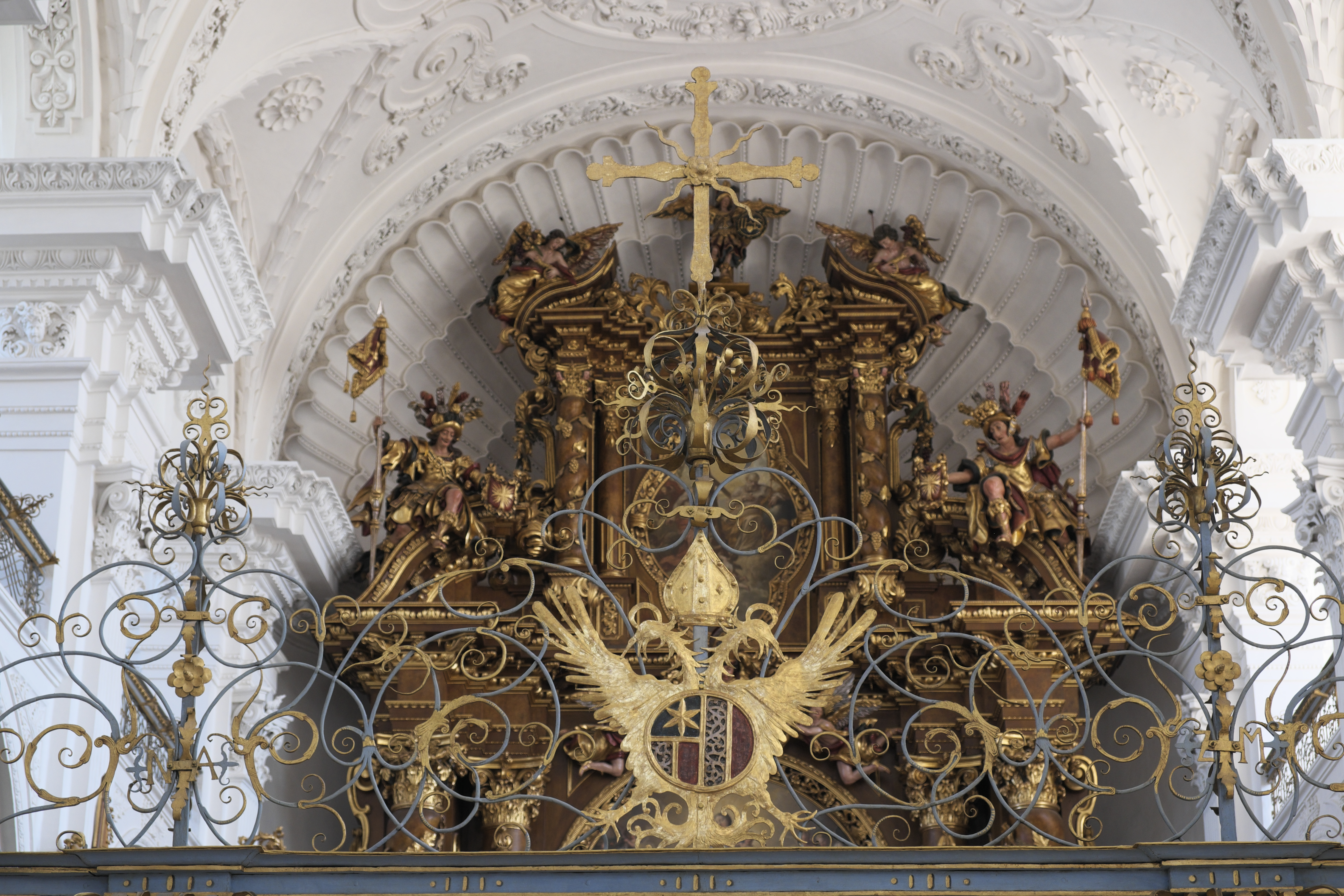
Bekrönung des Chorgitters
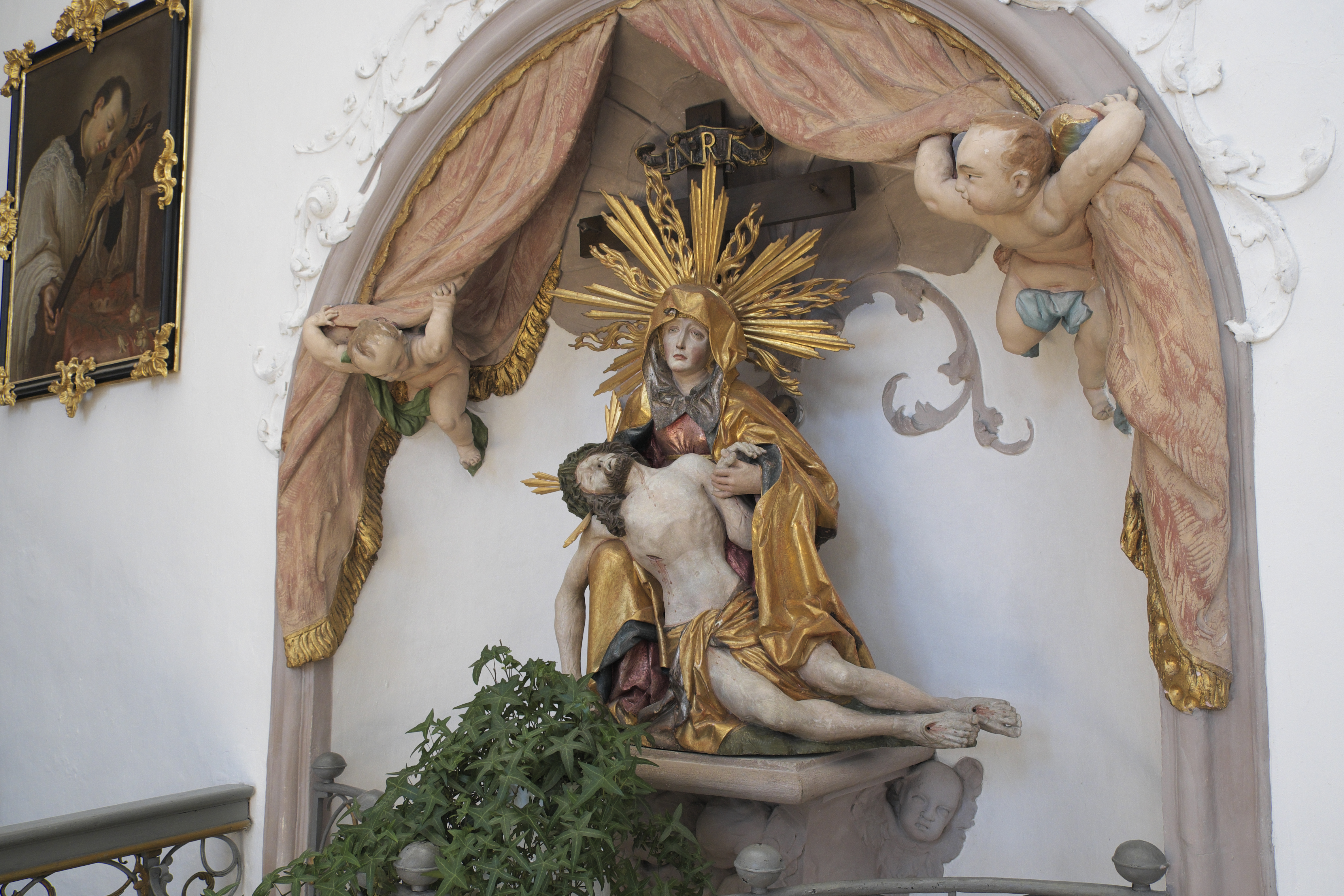
Pietà

## Orgeln

### Hauptorgel

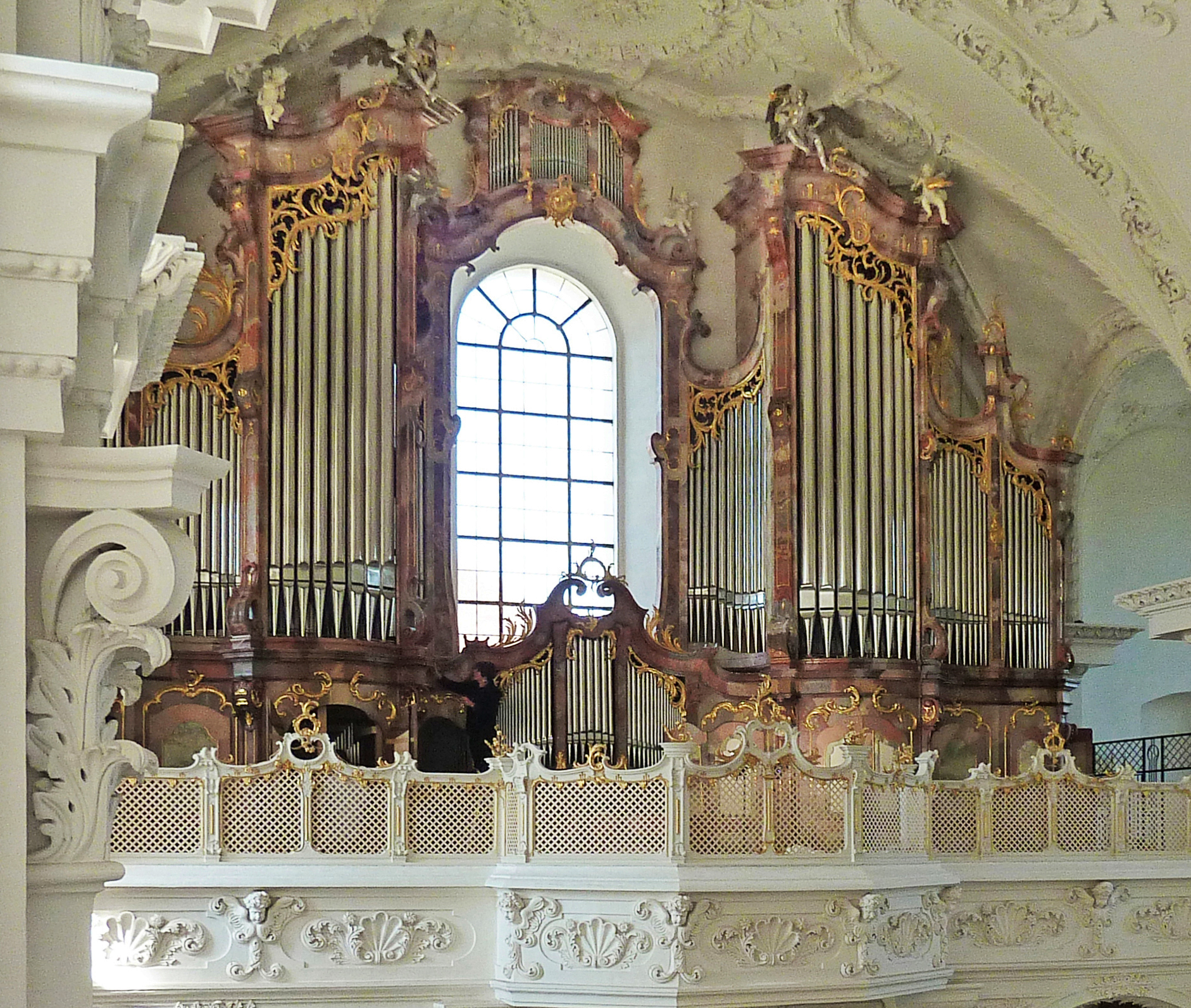
Hauptorgel von Johann Nepomuk Holzhey (mit rekonstruierten Prospektpfeifen)

Die Hauptorgel von St. Peter und Paul wurde zwischen 1778 und 1780 von Johann Nepomuk Holzhey gebaut, der zu den bedeutendsten Orgelbauern des süddeutschen Barock zählt. Das Instrument hat drei Manuale und 43 Register, wobei zwei Register nur im Bass bzw. im Diskant ausgebaut sind.
Das Instrument blieb weitgehend erhalten, es fanden jedoch immer wieder Eingriffe unterschiedlichster Art statt. Kleine Reparaturen und größere dem Zeitgeschmack entsprechende Veränderungen bis hin zu einer „Renovierung“ in den 1960er-Jahren verursachten eine vollständige Zerstörung Holzheys klanglicher Konzeption und den Verlust wertvoller Originalsubstanz. Zumindest die historischen Labialpfeifen wurden bis auf die Prospektpfeifen verschont. Zudem wurde ein fortschreitender Befall von Anobien erkennbar.
In den Jahren 2011 und 2012 wurde das Instrument von der Werkstatt des Orgelbauers Johannes Rohlf rekonstruktiv nach dem Vorbild original erhaltener Holzhey-Orgeln restauriert. Mit einem Aufwand an Kosten von mehr als 1 Mio. Euro bei einem Arbeitsaufwand von 15.500 Arbeitsstunden näherte man sich wieder dem Charakter der ursprünglich erbauten Orgel. Sie wurde am 7. Oktober 2012 wieder eingeweiht und gilt als ein herausragendes Beispiel historischer süddeutscher Orgelbaukunst. Die Disposition der Hauptorgel lautet:
| I Hauptwerk C–f3 |                 |     |
| 1.               | Praestant       | 16′ |
| 2.               | Principal       | 8′  |
| 3.               | Copel           | 8′  |
| 4.               | Quintaden       | 8′  |
| 5.               | Gamba           | 8′  |
| 6.               | Viola           | 8′  |
| 7.               | Oktav           | 4′  |
| 8.               | Flöten          | 4′  |
| 9.               | Nasard          | 3′  |
| 10.              | Sexquialter III | 3′  |
| 11.              | Cornet III      | 3′  |
| 12.              | Superoctav      | 2′  |
| 13.              | Mixtur VI       | 2′  |
| 14.              | Trompet         | 8′  |
| 15.              | Claron          | 8′  |

| II Positiv C–f3 |                     |             |
| 16.             | Principal           | 8′          |
| 17.             | Rohrföten           | 8′          |
| 18.             | Salicional          | 8′          |
| 19.             | Unda Maris          | 8′          |
| 20.             | Flautravers (ab c0) | 8′          |
| 21.             | Oktav               | 4′          |
| 22.             | Hohlföten           | 4′          |
| 23.             | Quint               | 3′          |
| 24.             | Siflöt              | 2′          |
| 25.             | Hörnle II           | 2′ + 1 3⁄5′ |
| 26.             | Cimbal V            | 2′          |
| 27.             | Fagott B            | 8′          |
| 28.             | Hautbois D          | 8′          |

| III Echowerk C–f3 |                 |    |
| 29.               | Nachthorn       | 8′ |
| 30.               | Dulciana        | 8′ |
| 31.               | Spizföten       | 4′ |
| 32.               | Cornet Resit IV |    |
| 33.               | Flageolet       | 2′ |
| 34.               | Vox humana      | 8′ |
| 35.               | Cromorne B      | 8′ |
| 36.               | Schalmei D      | 8′ |

| Pedal C–d1 |             |     |
| 37.        | Subbaß      | 16′ |
| 38.        | Oktavbaß    | 8′  |
| 39.        | Violonbaß   | 8′  |
| 40.        | Cornetbaß V |     |
| 41.        | Bompard     | 16′ |
| 42.        | Trompet     | 8′  |
| 43.        | Claron      | 4′  |

Anmerkungen
1. 1 2  C–fis0
2. 1 2  g0–f3

- Koppeln: II/I, III/I, I/P
- Nebenregister: 1 Tremulant für Echowerk

### Chororgel
In den Jahren 1782 bis 1784 kam ein weiteres Instrument von Holzhey als Chororgel mit 2 Manualen und 26 Registern hinzu. Von dieser sind nur noch die Windanlage, der separierte Spieltisch, die Gehäuse und die Prospektpfeifen erhalten.

### Orgel des Kapitelsaals

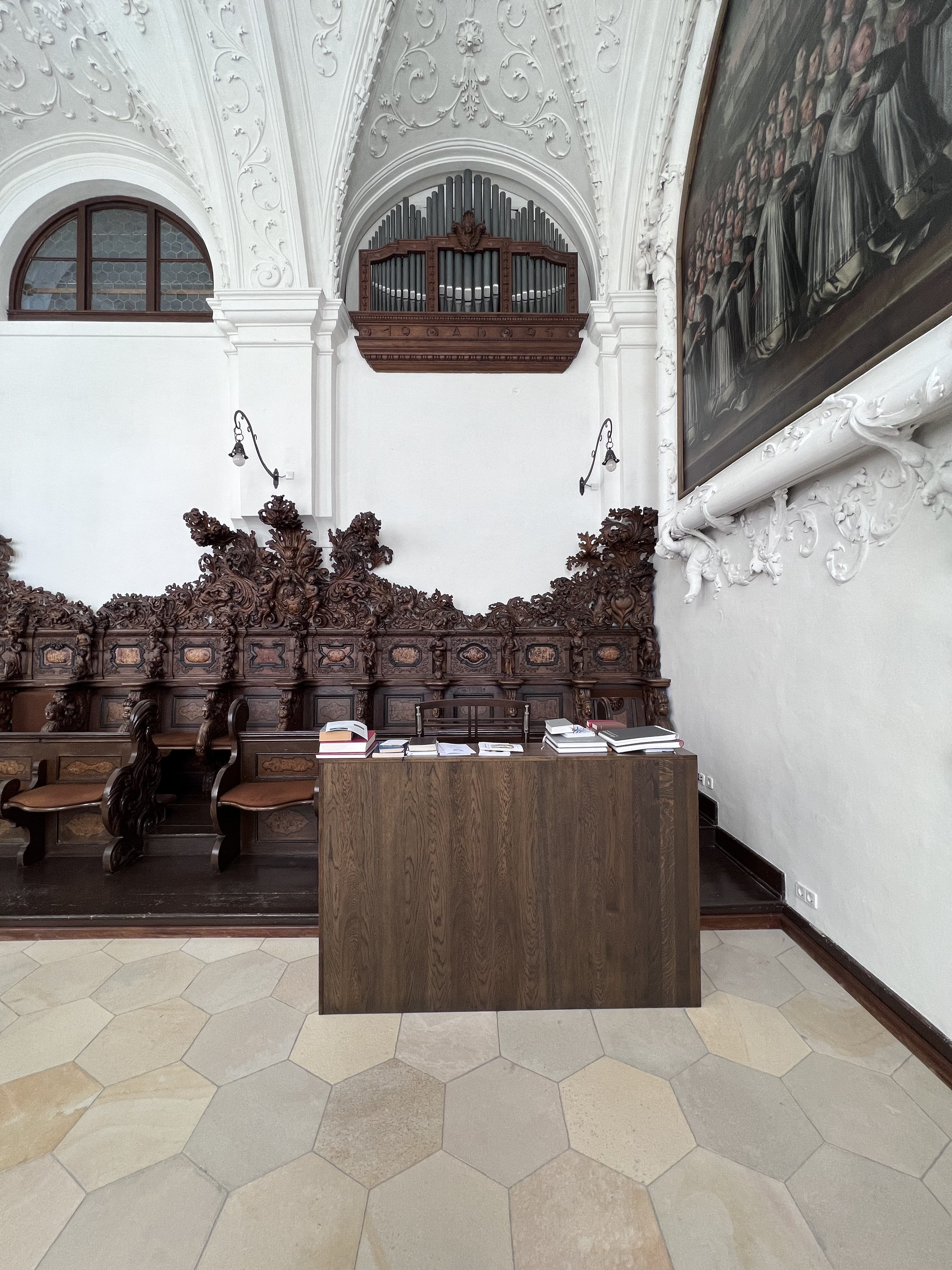
Orgel von Reiser Orgelbau im Kapitelsaal

Im Kapitelsaal links des Münsters befindet sich ein kleines Werk von Reiser Orgelbau aus Biberach an der Riss. Verteilt auf ein Hauptwerk, ein schwellbares Positiv und ein Pedal erklingen hier 15 Register. Der Kapitelsaal ist in der Regel nicht frei zugänglich.
| I Hauptwerk |           |       |
| 1.          | Rohrflöte | 8′    |
| 2.          | Principal | 4′    |
| 3.          | Salicet   | 4′    |
| 4.          | Nachthorn | 2′    |
| 5.          | Mixtur    | 1 ⁄3′ |

| II Positiv (schwellbar) |            |        |
| 6.                      | Gedeckt    | 8′     |
| 7.                      | Salicional | 8′     |
| 8.                      | Blockflöte | 4′     |
| 9.                      | Principal  | 2′     |
| 10.                     | Terzflöte  | 1 3⁄5′ |
| 11.                     | Sifflöte   | 1 ⁄3′  |
| 12.                     | Cymbel     | 1′     |

| Pedal |              |     |
| 13.   | Subbaß       | 16′ |
| 14.   | Gemshornbass | 8′  |
| 15.   | Choralbass   | 4′  |

Anmerkungen
- Koppeln: II/I, II/P, I/P
- Crescendo-Walze

## Geläut

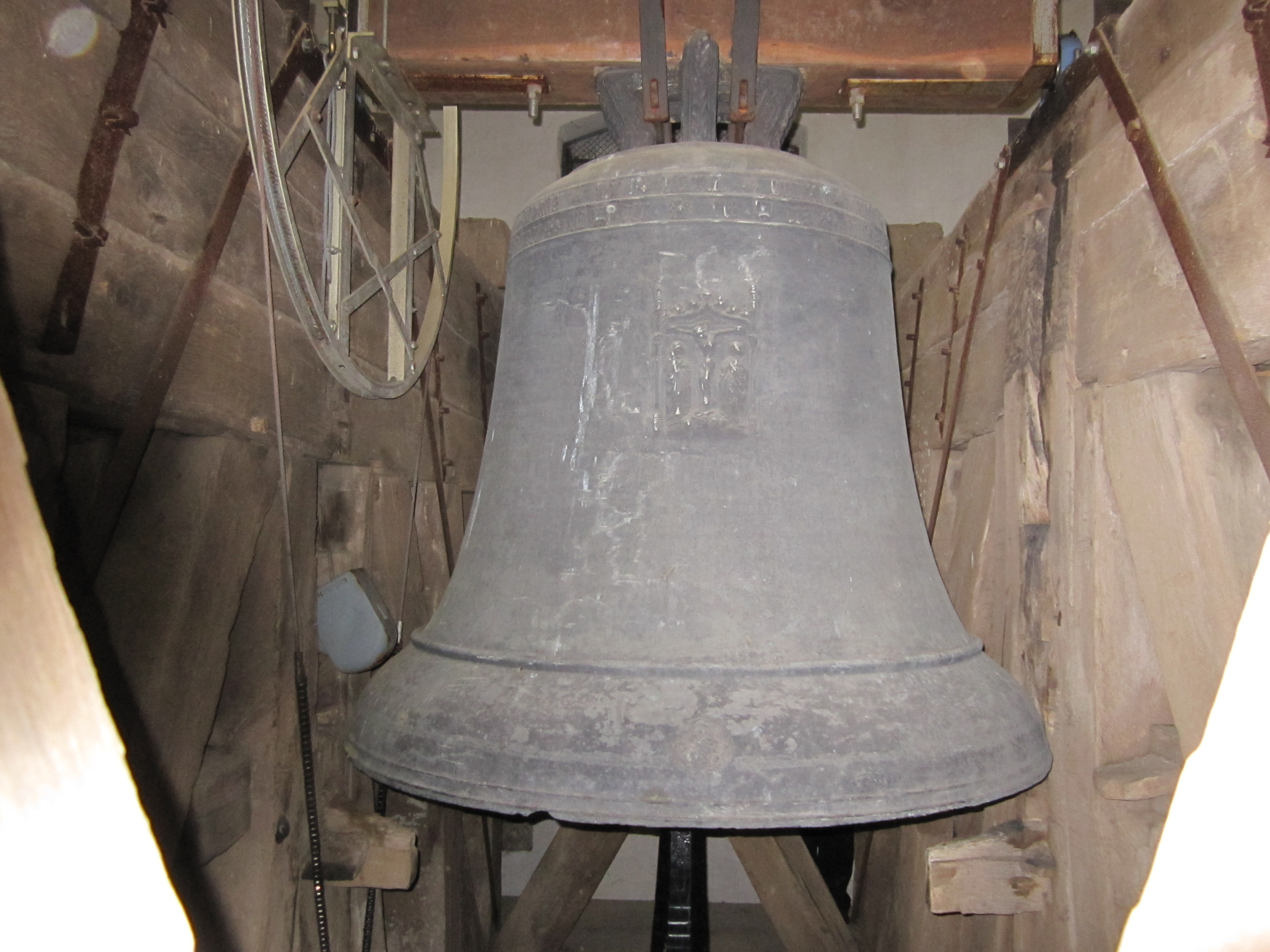
Glocke

Das Geläut auf den beiden Türmen des Münsters wird auch als das größte historische Gesamtgeläut in Baden-Württemberg bezeichnet. Es besteht aus 13 Glocken, von denen zwölf zwischen 1300 und 1750 gegossen wurden. Die älteste Glocke, die Evangelistenglocke, stammt aus der ersten Hälfte des 14. Jahrhunderts und wiegt 75 Kilogramm. Die zweitälteste Glocke aus dem Jahr 1491 ist mit der Inschrift versehen: „in der cit des hungers und der dirri und vidervertikait bin ich gemach vorden“. Die beiden schwersten Glocken wiegen 4900 bzw. 2200 Kilogramm und wurden im 17. Jahrhundert unter dem Abt Nikolaus Wierith gegossen. Sechs Glocken im Nordturm wurden 1688 von der aus Lothringen stammenden Glockengießerei der Gebrüder Rosier in Rottenburg am Neckar hergestellt. Die 130 Kilogramm schwere, dem heiligen Heinrich Suso geweihte Glocke wurde 1989 von der Glockengießerei Bachert gestiftet.
| Nr. | Name         | Schlagton | Gewicht | Werkstatt                  | Gussjahr         |
| --- | ------------ | --------- | ------- | -------------------------- | ---------------- |
| 1   | Hosanna      | A(s)°     | k. A.   | Gebr. Rosier               | 1688             |
| 2   | Gloriosa     | c′        | k. A.   | Gebr. Rosier               | 1688             |
| 3   | k. A.        | e′        | k. A.   | Biberacher Gießhütte       | 1491             |
| 4   | k. A.        | g′        | k. A.   | Gebr. Rosier               | 1688             |
| 5   | k. A.        | a′        | k. A.   | Gebr. Rosier               | 1663             |
| 6   | k. A.        | h′        | k. A.   | Gebr. Rosier               | 1688             |
| 7   | k. A.        | c″        | k. A.   | Gebr. Rosier               | 1688             |
| 8   | k. A.        | d″        | k. A.   | Gebr. Rosier               | 1688             |
| 9   | k. A.        | es″       | k. A.   | Gebr. Rosier               | 1688             |
| 10  | k. A.        | e″        | k. A.   | A. Bachert                 | 1989             |
| 11  | k. A.        | ges″      | k. A.   | C. und N. Arnold           | 1756             |
| 12  | k. A.        | a″        | k. A.   | vmtl. Biberacher Gießhütte | Anfang 14. Jhdt. |
| 13  | Wetterglocke | a″        | k. A.   | Gebr. Rosier               | 1663             |